# Irene av Athen
Irene (grekiska: Εἰρήνη ἡ Ἀθηναία), född i Aten 752, död 803, var bysantinsk kejsarinna mellan 775 och 780, gift med Leo IV. Hon var regent i Bysantinska riket som förmyndare för sin son Konstantin VI mellan 780 och 790. Hon avsatte sin son och var Bysans regerande kejsarinna från 797 till 802.

## Biografi
Irene föddes i Aten. Hon utsågs år till gemål åt den dåvarande tronföljaren, den blivande Leo IV, genom brudvisning år 770. Detta var fram till 900-talet den metod som användes för att arrangera ett äktenskap åt de bysantinska tronföljarna och monarkerna. Maken besteg sedan tronen år 775, vilket gjorde henne till kejsarinna.

### Regent
Vid Leo IV:s död år 780 blev hon förmyndare och regent för sin son fram till hans myndighetsdag.
Inom den så kallade ikonoklastiska bildstriden, som då rasade i kyrkan angående bildförbud eller inte, ställde sig Irene på den sida som ville bevara de liturgiska bilderna. Redan som kejsarinna hade hon ertappats med en "bild" i sin våning och fått förebråelser av maken. Som regent sammankallade hon år 787 ett kyrkomöte som fastställde att bilder skulle vara godkända inom kyrkan.
Hennes mandat som förmyndarregent löpte ut då sonen myndigförklarades år 790. Hennes son, Konstantin VI, förvisade henne då från hovet. Hennes popularitet tvingade dock honom att tillåta henne att återvända. 
Då Konstantin försköt sin fru och därpå begick bigami, utnyttjade hon skandalen och hans påföljande impopularitet för att avsätta honom år 797. Hon besteg sedan själv tronen som monark. Sonen sattes i husarrest.

### Monark
Irene var inte den första kvinna som regerade Bysans, men hon var den första kvinna som regerade på samma villkor som en man, kröntes enligt samma ritualer och öppet satt ensam på tronen med alla ceremoniel som tillkom en manlig regent. 
År 799 avled hennes son i fängelset, vilket fick politiska verkningar eftersom hennes son därmed inte heller nominellt kunde betraktas av någon som monark utan Irenes maktinnehav därmed inte kunde förnekas. Hennes kön fick påven att år 800 utnämna Karl den store till kejsare, eftersom han betraktade kejsarstolen i Bysans som vakant sedan hennes sons död, på grund av hennes kön.
Irene avsattes år 802 under en kupp av Nikeforos I, som efterträdde henne. Hon avled året därpå på Prinkipos, idag Büyükada, den ö dit hon förvisats.